# Macrocentrus infumatus
Macrocentrus infumatus är en stekelart som beskrevs av Muesebeck 1938. Macrocentrus infumatus ingår i släktet Macrocentrus och familjen bracksteklar. Inga underarter finns listade i Catalogue of Life.